# Бабець-Пясечни
Бабець-Пясечни (пол. Babiec Piaseczny) — село в Польщі, у гміні Росьцишево Серпецького повіту Мазовецького воєводства.
Населення — 188 осіб (2011).
У 1975-1998 роках село належало до Плоцького воєводства.

## Демографія
Демографічна структура станом на 31 березня 2011 року:
|          | Загалом | Допрацездатний вік | Працездатний вік | Постпрацездатний вік |
| -------- | ------- | ------------------ | ---------------- | -------------------- |
| Чоловіки | 89      | 17                 | 65               | 7                    |
| Жінки    | 99      | 18                 | 54               | 27                   |
| Разом    | 188     | 35                 | 119              | 34                   |